# Hiresara, Tirthahalli
Hiresara là một làng thuộc tehsil Tirthahalli, huyện Shimoga, bang Karnataka, Ấn Độ.